# Clémence Calvin
Clémence Calvin (* 17. Mai 1990 in Vichy) ist eine französische Langstreckenläuferin.

## Sportliche Laufbahn
2011 erreichte Calvin bei den U23-Europameisterschaften in Ostrava im 5000-Meter-Lauf zunächst den 4. Platz. Nachdem der ursprünglich zweitplatzierten Russin Jekaterina Gorbunowa die Silbermedaille wegen Dopings aberkannt wurde, kam sie nachträglich auf den Bronzerang.
2013 holte Calvin bei den Crosslauf-Europameisterschaften in Belgrad Mannschaftssilber zu dem sie mit einem 12. Platz im Einzel beigetragen hatte. Am 13. August 2014 gewann sie in 32:23,58 min die Silbermedaille im 10.000-Meter-Lauf bei den Europameisterschaften in Zürich.
2015 und 2016 sagte Calvin ihre Teilnahme bei den internationalen Großereignissen (Weltmeisterschaften 2015 und Europameisterschaften 2016) jeweils auf Grund von Virusfolgen ab.
Im Jahr 2018 belegte Calvin bei den Halbmarathonweltmeisterschaften in Valencia im März Platz 28. Mitte Juni verbesserte sie als Siegerin der Corrida de Langueux den bis dahin von Nadia Prasad gehaltenen französischen Nationalrekord über 10 Kilometer um 18 Sekunden auf 31:20 min. Knapp zwei Monate später gab Calvin bei den Europameisterschaften in Berlin ihr Marathondebüt, bei dem sie 6 Sekunden hinter der Weißrussin Wolha Masuronak zu Silber lief.

### Doping
Anfang April 2019 berichteten französische Medien, dass Calvin Ende März in Marokko vor Dopingkontrolleuren geflohen sei. Nach dem Reglement der Welt-Anti-Doping-Agentur wird eine verweigerte Kontrolle genauso gewertet wie ein positiver Test. Calvin wurde daraufhin von der französischen Anti-Doping-Agentur vorläufig suspendiert, konnte aber zwei Tage später gerichtlich kurz vor ihrem geplanten Start beim Paris-Marathon die Aufhebung der Sperre erreichen. In Paris platzierte sie sich mit französischem Nationalrekord in 2:23:41 h auf Rang 4. Im Dezember 2019 wurde Calvin für vier Jahre gesperrt. Sie klagte dagegen, die Sperre wurde aber bestätigt und blieb bis Dezember 2023 bestehen. Am 7. Januar 2024 kehrte Clémence Calvin zu den Wettkämpfen zurück und belegte beim Prom'Classic in Nizza auf 10 km den vierten Platz.

## Persönliche Bestleistungen
Stand: 1. Februar 2025
Halle
- 3000 m: 9:14,30 min, 24. Februar 2013, Metz

Freiluft
- 3000 m: 8:53,20 min, 18. Mai 2014, Aubagne
- 5000 m: 15:07,58 min, 23. Mai 2014, Le Mans
- 10.000 m: 31:52,86 min, 7. Juni 2014, Skopje
- 10-km-Straßenlauf: 31:20 min, 16. Juni 2018, Langueux
- Halbmarathon: 1:09:52 h, 23. Juni 2018, Olmütz
- Marathon: 2:26:28 h, 12. August 2018, Berlin